# 双溪镇 (屏南县)
双溪镇，是中华人民共和国福建省宁德市屏南县下辖的一个乡镇级行政单位。
双溪镇是屏南自清朝雍正十三年建县以来的旧县治。屏南县的两个旅游点——白水洋、鸳鸯溪都在双溪镇所辖范围。双溪镇近年还建起安泰艺术城。2019年被评为中国文化百强镇。

## 行政区划
双溪镇下辖以下地区：
双溪社区、墘源村、峭顶村、上七房村、下七房村、前洋村、郑山村、后峭村、宜洋村、岩后村、章岭村、北村、山头村、高安村和前溪村。

## 中国传统村落
- 2012年12月，双溪社区被评为首批“中国传统村落”。
- 2013年8月，北村被评为第二批中国传统村落。